# Amblyeleotris bellicauda
Amblyeleotris bellicauda és una espècie de peix de la família dels gòbids i de l'ordre dels perciformes.

## Morfologia
Les femelles poden assolir els 4,97 cm de longitud total.

## Distribució geogràfica
Es troba a Nova Caledònia.